# بارلام ويهوشافاط

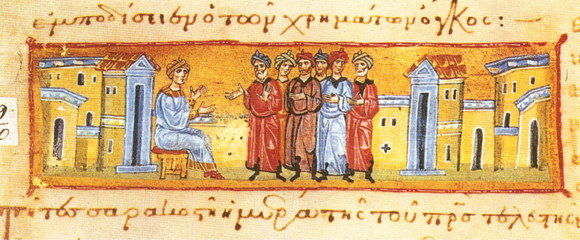
تصوير مسيحي ليهوشافاط، مخطوطة تعود إلى القرن الثاني عشر.

بارلام ويهوشافاط هما شهيدان مسيحيين أسطوريين، قصتهم ربما إستندت في نهاية المطاف على حياة بوذا. حيث تروي الأسطورة كيف أن الملك الهندي قام باضطهاد الكنيسة المسيحية في مملكته. وعندما تنبأ المنجمون أن ابنه سيصبح في يوم من الأيام مسيحي، قام ملك بسجن الأمير الشاب يهوشافاط، حيث التقى بالناسك القديس بارلام وتحويل إلى المسيحية. بعد الكثير من الفتن قبل والد الأمير الشاب الإيمان الحقيقي، ونقل عرشه لإبنه يهوشافاط، وذهب إلى الصحراء ليصبح الناسك. يهوشافاط نفسه تنازل في وقت لاحق عن الحكم وذهب في عزلة مع أستاذه القديم بارلام.
تستمد القصة أصولها من الثاني إلى القرن الرابع من نص في اللغة السنسكريتية، ومن ثم كتاب في اللغة العربية كتاب بلوار ويوسف، وهي قصة أحداثها في بغداد في القرن الثامن، وظهرت القصة في آداب الأوساط المسيحية في الشرق الاوسط قبل أن تظهر في الإصدارات الأوروبية. أخذت الأسطورة شعبية في الأدب البيزنطي حيث ترجمت الأسطورة من اللغة اللاتينية إلى اللغة اليونانية في مدينة القسطنطينية في 1048. حظيت قصة بارلام ويهوشافاط شعبية في العصور الوسطى، وظهرت في أعمال مثل الأسطورة الذهبية، وفي الترجمة الإنكليزية للنسخه اللاتينية كاكستون، وفي مسرحية «تاجر البندقية» لشكسبير.